# ميشيل مورغان
ميشيل مورغان (بالفرنسية: Michèle Morgan)‏ (29 فبراير 1920 - 20 ديسمبر 2016) ممثلة سينمائية فرنسية، كانت رائدة على مدى ثلاثة عقود في كل من السينما الفرنسية وهوليوود، تعتبر واحدة من الممثلات الفرنسيات البارزات في القرن العشرين.

## روابط خارجية
- ميشيل مورغان على موقع IMDb (الإنجليزية)
- ميشيل مورغان على موقع روتن توميتوز (الإنجليزية)
- ميشيل مورغان على موقع مونزينجر (الألمانية)
- ميشيل مورغان على موقع ألو سيني (الفرنسية)
- ميشيل مورغان على موقع ميوزك برينز (الإنجليزية)
- ميشيل مورغان على موقع تيرنر كلاسيك موفيز (الإنجليزية)
- ميشيل مورغان على موقع أول موفي (الإنجليزية)
- ميشيل مورغان على موقع قاعدة بيانات الأفلام السويدية (السويدية)
- ميشيل مورغان على موقع إن إن دي بي (الإنجليزية)
- ميشيل مورغان على موقع ديسكوغز (الإنجليزية)
- Michèle Morgan at filmsdefrance.com
- Photographs of Michèle Morgan
- Michèle Morgan (Aveleyman)